# ヌクレオカプシド
ヌクレオカプシド(英: nucleocapsid)とは、ウイルスのゲノム（DNAあるいはRNA）とゲノムを包むタンパク質（カプシド）の総称。ヌクレオキャプシドとも表記される。タンパク質とゲノムの複合体（核タンパク質 (nucleoprotein) もヌクレオカプシドの一部とみなされる。ポリオウイルスのような単純なウイルスではヌクレオカプシドはウイルスの構成成分全てを含むが、他の多くのウイルスではヌクレオカプシドは何らかの機能を有する他の構造物とともにエンベロープに包まれている。